# Ilias Splinter
Ilias Splinter (* 26. Juni 2005) ist ein niederländischer Fußballspieler. Er spielt seit seiner Kindheit bei AZ Alkmaar und ist niederländischer Nachwuchsnationalspieler.

## Karriere

### Verein
Ilias Splinter spielte bis 2016 Koninklijke HFC aus Haarlem in der Nähe von Amsterdam und wechselte dann in die Jugendabteilung von AZ Alkmaar. Am 13. März 2023 gab er bei der 0:2-Niederlage im Zweitligaspiel bei Roda JC Kerkrade sein Debüt für die zweite Mannschaft.

### Nationalmannschaft
Ilias Splinter kam in den Altersklassen U17 und U18 für die niederländischen Nachwuchsnationalmannschaften zum Einsatz.